# Sailor Moon SuperS: The Movie
Sailor Moon Super S: The Movie — третий полнометражный фильм под маркой «Сейлор Мун». Его полное название на японском выполнено в стиле названий серий аниме-сериала: Pretty Soldier Sailor Moon SuperS: The 9 Sailor Soldiers Get Together! Miracle in the Black Dream Hole (яп. 美少女戦士セーラームーンSuperS セーラー９戦士集結！ブラック・ドリーム・ホールの奇跡 Бисё:дзё сэнси сэ:ра: му:н су:па:дзу: : сэ:ра: кю: сэнси сю:кэцу! буракку дориму: хо:ру но кисэки, Красавица-воин Сейлор Мун Супер Эс: 9 сейлор-воинов опять вместе! Иллюзия в черной дыре снов). При создании английского дубляжа название было сокращено до Sailor Moon Super S the Movie: Black Dream Hole.
Впервые фильм был показан в японских кинотеатрах 23 декабря 1995 года. По сюжету события фильма происходят в середине или в самом конце четвёртого сезона аниме-сериала. В то же время можно рассматривать их и как происходящих вне общей линейки событий — Сейлор Плутон не появляется ни разу в ходе сезона SuperS, а во время её первого появления в Sailor Stars, Сейлор Уран и Нептун выражают своё удивление тем, что Плутон ещё жива после событий 124 серии.

## Сюжет
Фильм начинается со сцены, в которой Поупелин играет волшебную мелодию под названием Сандзи но Ёсэй («Трехчасовая фея») на своей флейте. Он использует музыку, чтобы загипнотизировать детей, и заставляет их следовать за ним, что пересказывает историю гамельнского крысолова.
На следующий день Усаги, Чибиуса и другие девочки вместе делают печенье к дню святого Валентина. Усаги создает печенье, которое выглядит идеально, но на вкус отвратительно; у Чибиусы выходит с точностью до наоборот. Обе они собираются угостить сладким Мамору, но по пути к нему Чибиуса встречает мальчика по имени Перуру и вручает своё печенье ему.
Ночью ровно в три часа в Токио на улицы выходит целая толпа детей, включая Чибиусу, и следует за флейтистом, уводящим их прочь. Сейлор-воины пытаются остановить его, но их атакуют малыши Бон-Бон и иллюзии Поупелина. Врагам удаётся заманить детей на корабль и затащить на него Сейлор Чиби Мун, после чего корабль взмывает в облака.
На корабле Перуру, отказавшегося служить королеве Бадиане, виноватой во всех похищениях детей, остальные воины преследуют похитителей и прибывают в Марципановый замок. На месте им приходится вступить в бой с прислужниками королевы. Когда ситуация начинает казаться безнадёжной, на помощь приходят Сейлор Уран вместе с Нептуном и Плутоном. Вместе они разбивают флейты противников.
Королева Бадиана в это время набрала достаточно энергии для создания Чёрной дыры снов, которую она хотела довести до размера достаточного, чтобы поглотить всю Землю. Воительницы вступают с ней в бой, но королева скрывается внутри Чёрной дыры, забрав с собой Сейлор Чиби Мун. Последовать за ними оказывается в состоянии лишь Сейлор Мун. Она справляется с возникшей вокруг неё иллюзией и побеждает королеву. Марципановый замок разрушается и на корабле Перуру воительницы успевают улететь прочь. На других кораблях на Землю возвращаются похищенные дети.

## Создание
Изначально Кунихико Икухара собирался создать фильм, где главными героями были бы Сейлор Нептун и Сейлор Уран. Действие фильма должно было быть независимо от серии. Сейлор Нептун спала бы на краю вселенной, а Уран должна была бы её спасти, украв талисманы у других воинов. Но сначала у фильма сменился продюсер, а затем и сам режиссёр оставил съемки, но эта идея была позже реализована в Revolutionary Girl Utena.

## Первая любовь Ами (Ami’s First Love)
В японских кинотеатрах перед показом фильма демонстрировался трейлер: 15-минутная корометражка под названием Ami’s First Love (Ami-chan no Hatsukoi), в которой Ами (Сейлор Меркурий) пытается сосредоточиться на учёбе. У неё появился соперник, скрывающийся под именем «Меркуриус», который смог обогнать её на экзаменах. В то же время на школу нападает демон.